# Palazzo Morozzi Dilaghi
Palazzo Morozzi Dilaghi è un edificio storico del centro di Firenze, situato in via dei Lamberti 5.

## Storia
L'edificio risulta eretto tra il 1891 e il 1893 dall'architetto Pietro Berti (ma delle piante dello stabile conservate presso l'Archivio Storico del Comune di Firenze e delineate nel 1897 recano la firma dell'architetto Cesare Spighi), con chiari riferimenti all'architettura fiorentina trecentesca che qui si unisce ad elementi già di gusto Liberty. 
La facciata di questo palazzo, compresa la decorazione pittorica, è stata restaurata nel 1969-1970.

## Descrizione

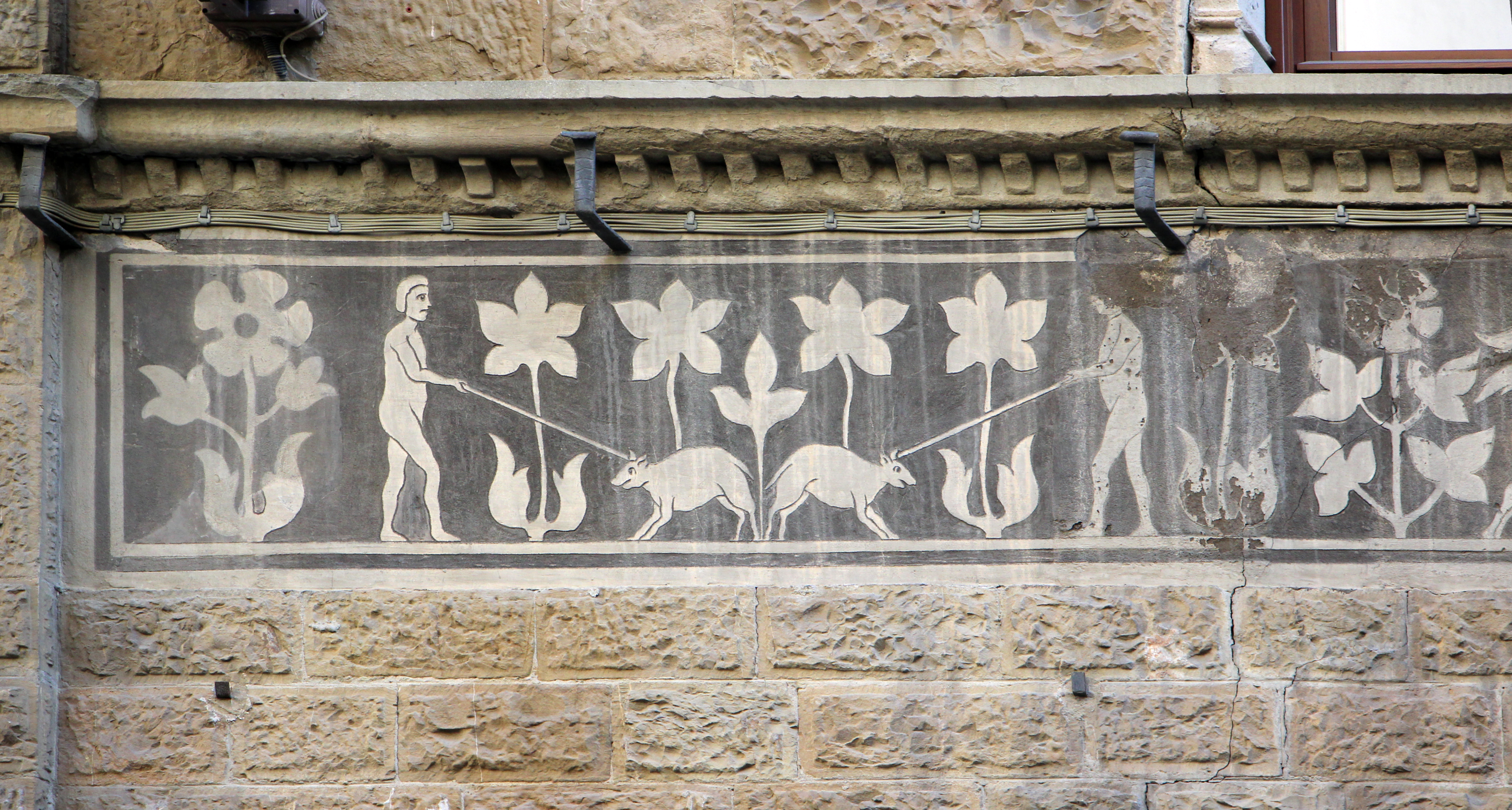
I graffiti

Sviluppato su cinque piani per cinque assi, presenta al piano terreno una successione di fornici ad arco ribassato e, sui soprastanti tre piani, finestre a bifore coronate da archi a bozze. Elemento caratterizzante sono, subito al di sotto dei ricorsi in pietra, quattro fasce dipinte a simulare una decorazione a graffito con, dal basso verso l'alto, alberi stilizzati inframezzati da animali e figure di pastori, un tralcio ondulato con foglie, un motivo geometrizzato ottenuto sempre a partire da gruppi di foglie stilizzate, un tralcio con foglie di vite e rosette a sei petali. Nell'insieme la decorazione documenta della fortuna dei motivi presenti sul fronte della casa Davanzati dell'omonima piazza, di origine gotica, con graffiti rilevati e riprodotti nel 1886 e quindi restaurati e ampiamente integrati da Galileo Chini nel 1900.